# ماريون مايكل
ماريون مايكل (بالألمانية: Marion Michael)‏ (و. 1940 – 2007 م) هي مقدمة تلفزيونية، وممثلة أفلام ألمانية، ولدت في كونيغسبرغ، توفيت في براندنبورغ، عن عمر يناهز 67 عاماً.

## وصلات خارجية
- ماريون مايكل على موقع IMDb (الإنجليزية)
- ماريون مايكل على موقع أول موفي (الإنجليزية)
- ماريون مايكل على موقع ديسكوغز (الإنجليزية)
- ماريون مايكل على موقع قاعدة بيانات الفيلم (الإنجليزية)
- ماريون مايكل على موقع كينوبويسك (الروسية)